# Salpingothurammina
Salpingothurammina es un género de foraminífero bentónico normalmente considerado un subgénero de Parathurammina, es decir, Parathurammina (Salpingothurammina) de la subfamilia Parathurammininae, de la familia Parathuramminidae, de la superfamilia Parathuramminoidea, del suborden Fusulinina y del orden Fusulinida. Su especie tipo es Parathurammina tuberculata. Su rango cronoestratigráfico abarca desde el Emsiense (Devónico inferior) hasta el Viseense (Carbonífero inferior).

## Discusión
Algunas clasificaciones más recientes hubiesen incluido Salpingothurammina en el suborden Parathuramminina, del orden Parathuramminida, de la subclase Afusulinina y de la clase Fusulinata.

## Clasificación
Salpingothurammina incluye a las siguientes especies:
- Salpingothurammina bykovae †, también considerado como Parathurammina (Salpingothurammina) bykovae †
- Salpingothurammina crassitheca †, también considerado como Parathurammina (Salpingothurammina) crassitheca †
- Salpingothurammina elegans †, también considerado como Parathurammina (Salpingothurammina) elegans †
- Salpingothurammina horrida †, también considerado como Parathurammina (Salpingothurammina) horrida †
- Salpingothurammina irregulariformis †, también considerado como Parathurammina (Salpingothurammina) irregulariformis †
- Salpingothurammina tuberculata †, también considerado como Parathurammina (Salpingothurammina) tuberculata †